# 西岸梦中心
西岸梦中心是位於中華人民共和國上海市徐匯區徐匯濱江的一群建築，总建筑面积约15.6万平方米。一些舞台表演以及藝術展覽會在該建築群舉辦。西岸梦中心前身是刘鸿生于1920年创办的上海水泥廠。上海水泥廠曾經是中国第一家湿法水泥厂以及亚洲最大水泥厂。1923年，上海水泥廠開始生產象牌水泥。上海海关大楼、国际饭店等建築在修建過程中曾使用過象牌水泥。2009年，上海水泥廠停止生產水泥，開始轉型。2021年，原上海水泥廠的预均化库改建成西岸穹顶艺术中心。